# Slovačka jama
Slovačka jama – jaskinia w Welebicie, w Chorwacji. Znajduje się na Malim kuku, w Parku Narodowym Welebit Północny.

## Historia badań
Odkryli ją 28 lipca 1995 dwaj słowaccy speleologowie, Branislav Šmída i Marcel Griflík, którym podczas 9. dnia badań udało się osiągnąć głębokość 516 m. Zauważony został też horyzontalny kanał na -530 m, który zostawiono dla późniejszych wypraw.